# 코시모 푸스코
코시모 푸스코(Cosimo Fusco, 1962년 9월 23일 ~ )는 이탈리아의 배우, 텔레비전 배우이다.
마테라에서 태어났다.

## 영화
- 찰스 디킨스의 비밀 서재 (2017년) - 마치니 역
- 바티칸 (2013년)
- 버베리안 스튜디오 (2012년) - 프란체스코 역
- 천사와 악마 (2009년)
- 코코 샤넬 (2008년)
- 카드 플레이어 (2004년)
- 식스티 세컨즈 (2000년) - 인접 정비사 역
- 루시퍼 (1997년)
- 프렌즈 시즌2 (1995년) - 파올로 역
- 프렌즈 (1994년) - 파올로 역